# Toulx-Sainte-Croix
Toulx-Sainte-Croix [túl sént krua] je francouzská obec v departementu Creuse v regionu Limousin. V roce 2011 zde žilo 294 obyvatel.

## Sousední obce
Bord-Saint-Georges, Clugnat, Lavaufranche, Malleret-Boussac, Saint-Silvain-Bas-le-Roc, Saint-Silvain-sous-Toulx, Trois-Fonds

## Pamětihodnosti
- Románský kostel Sv. Kříže a sv. Martiala z 11. století se samostatnou zvonicí
- Stopy kaple sv. Martiala, apoštola Limousinu, který podle pověsti začal kázat právě zde
- Sarkofágy z merovejské doby v přízemí zvonice a v kapli sv. Martiala
- Pierres Jaumatres, mezolitické žulové megality

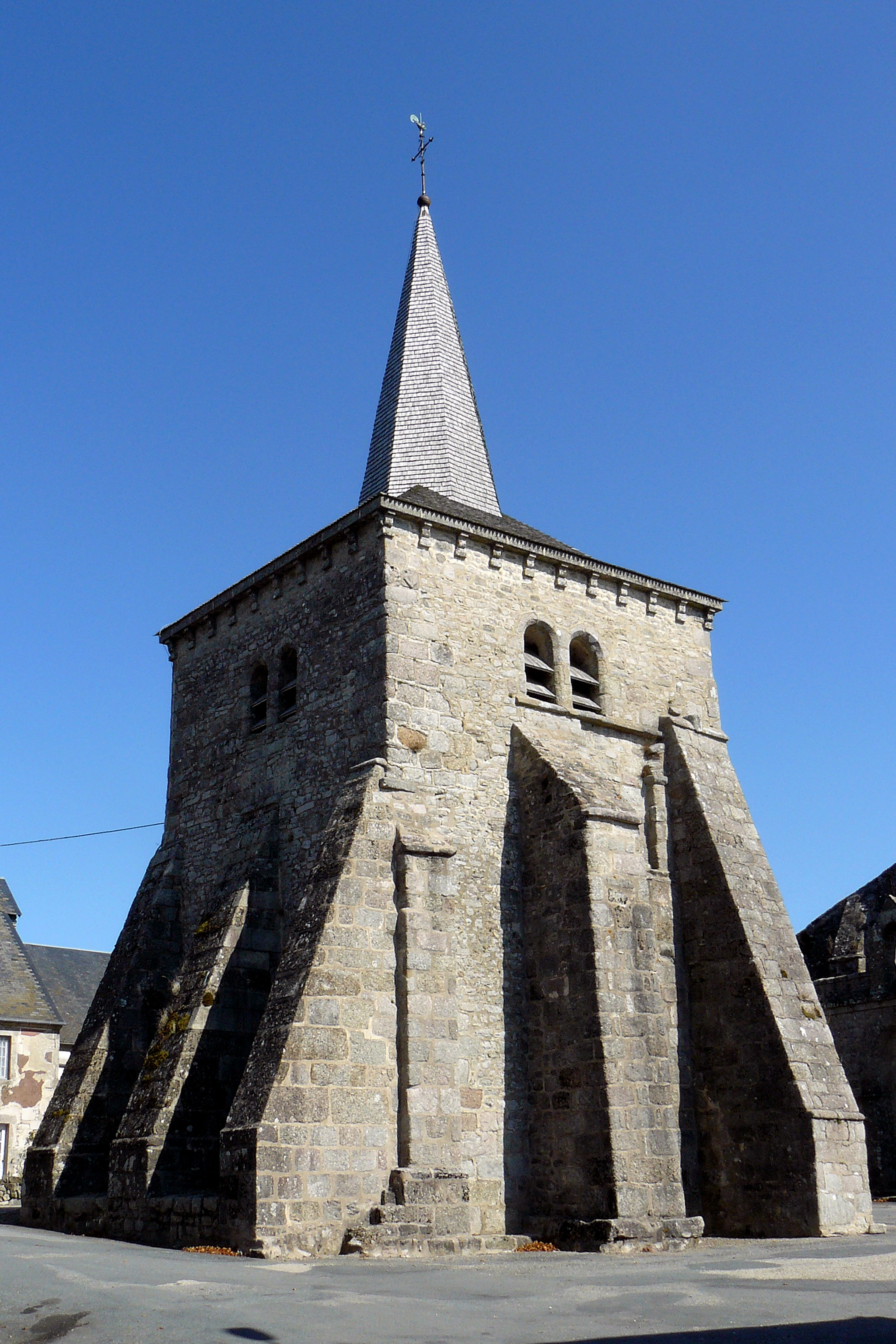
Samostatná zvonice
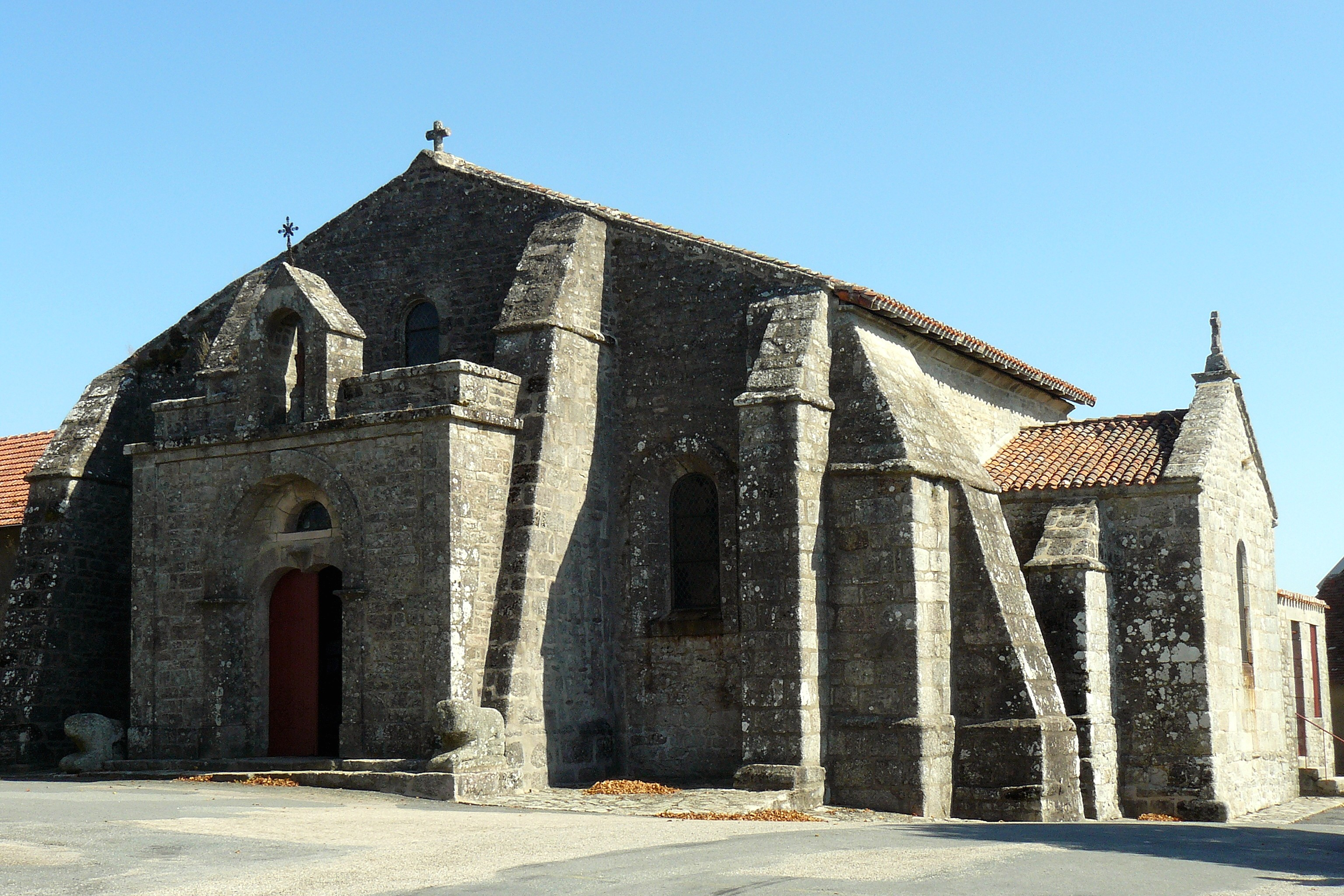
Kostel a portál se lvy
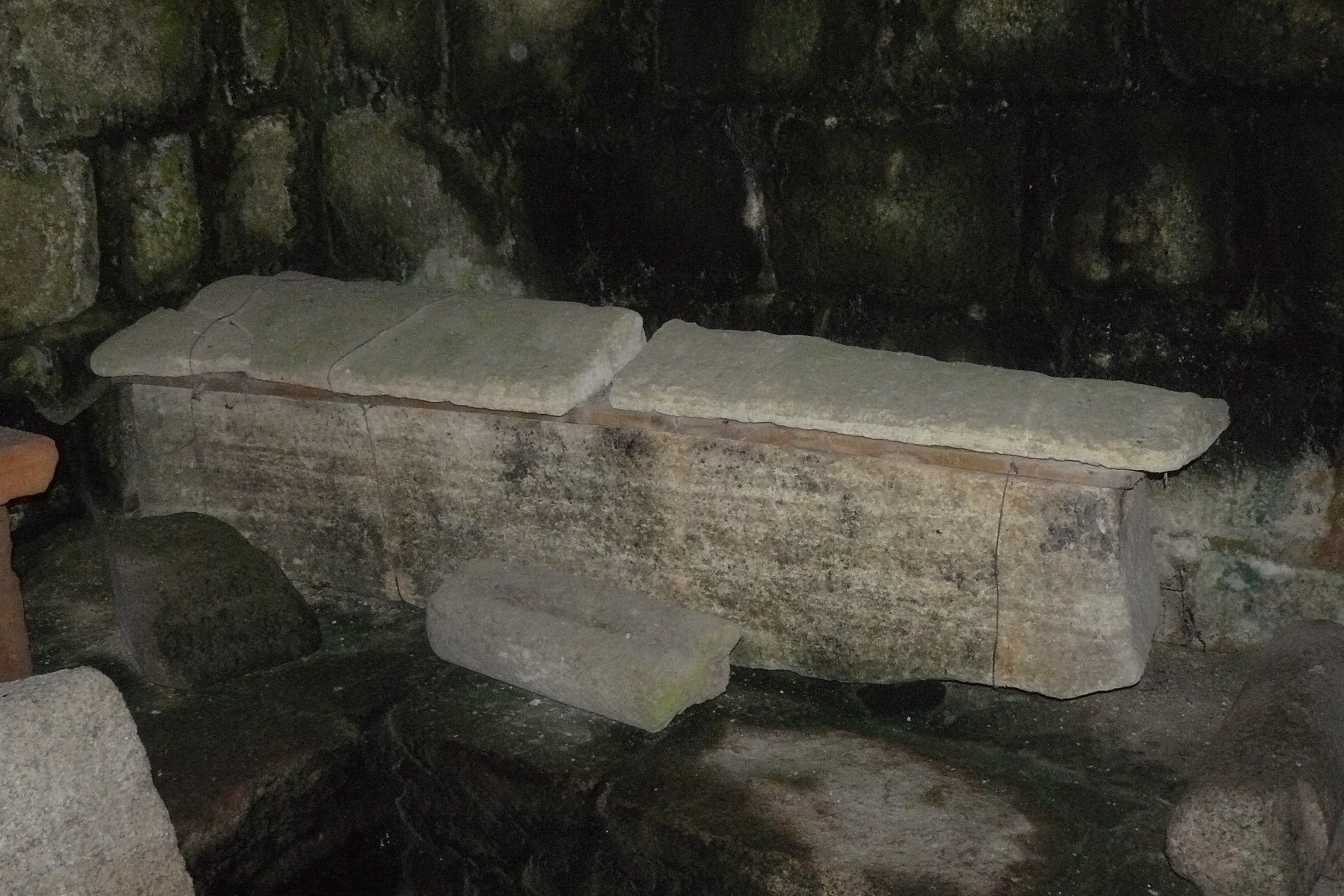
Sarkofág z merovejské doby
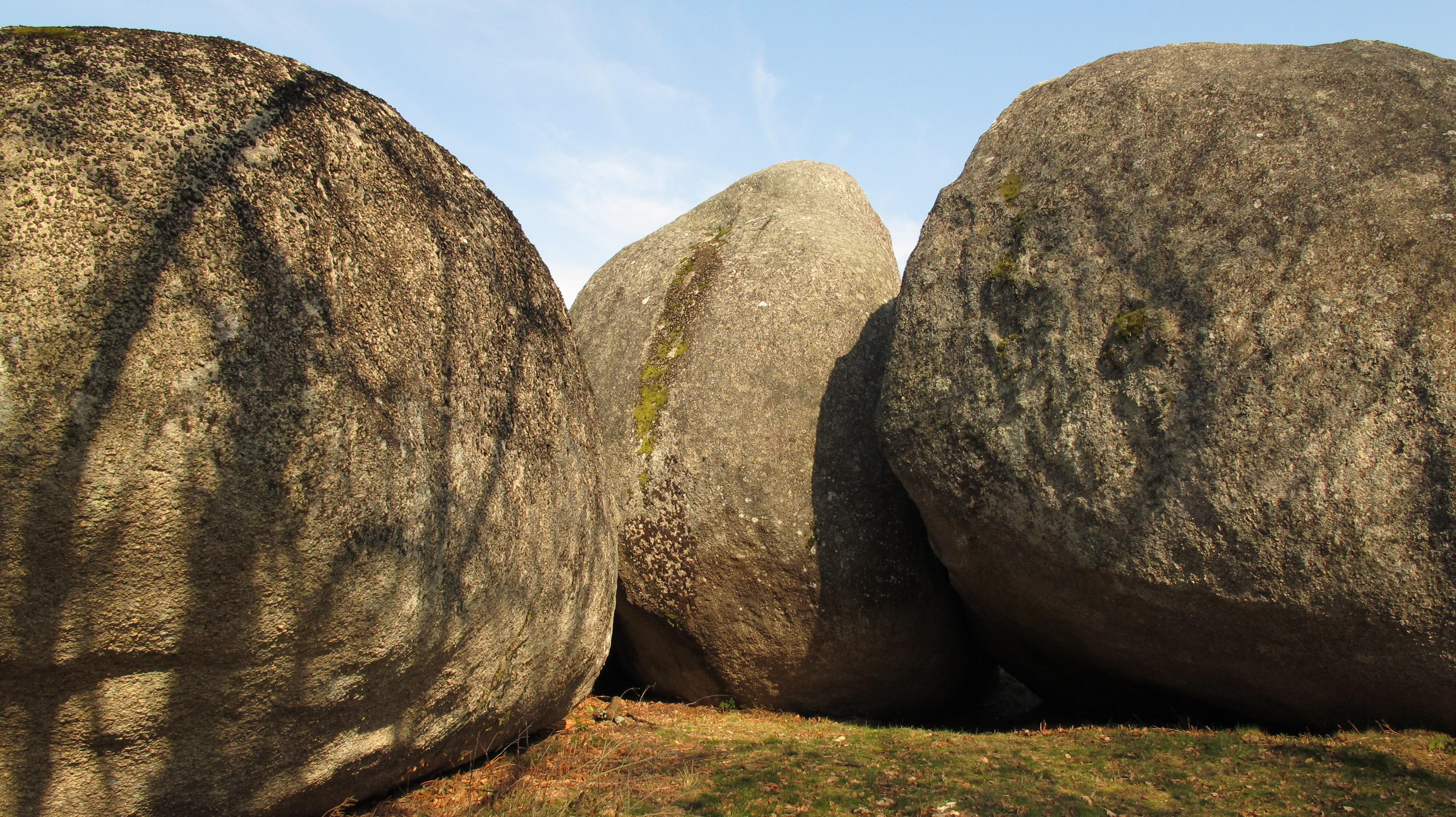
Pierres Jaumâtres

## Vývoj počtu obyvatel
Počet obyvatel 